# Olivier Véran

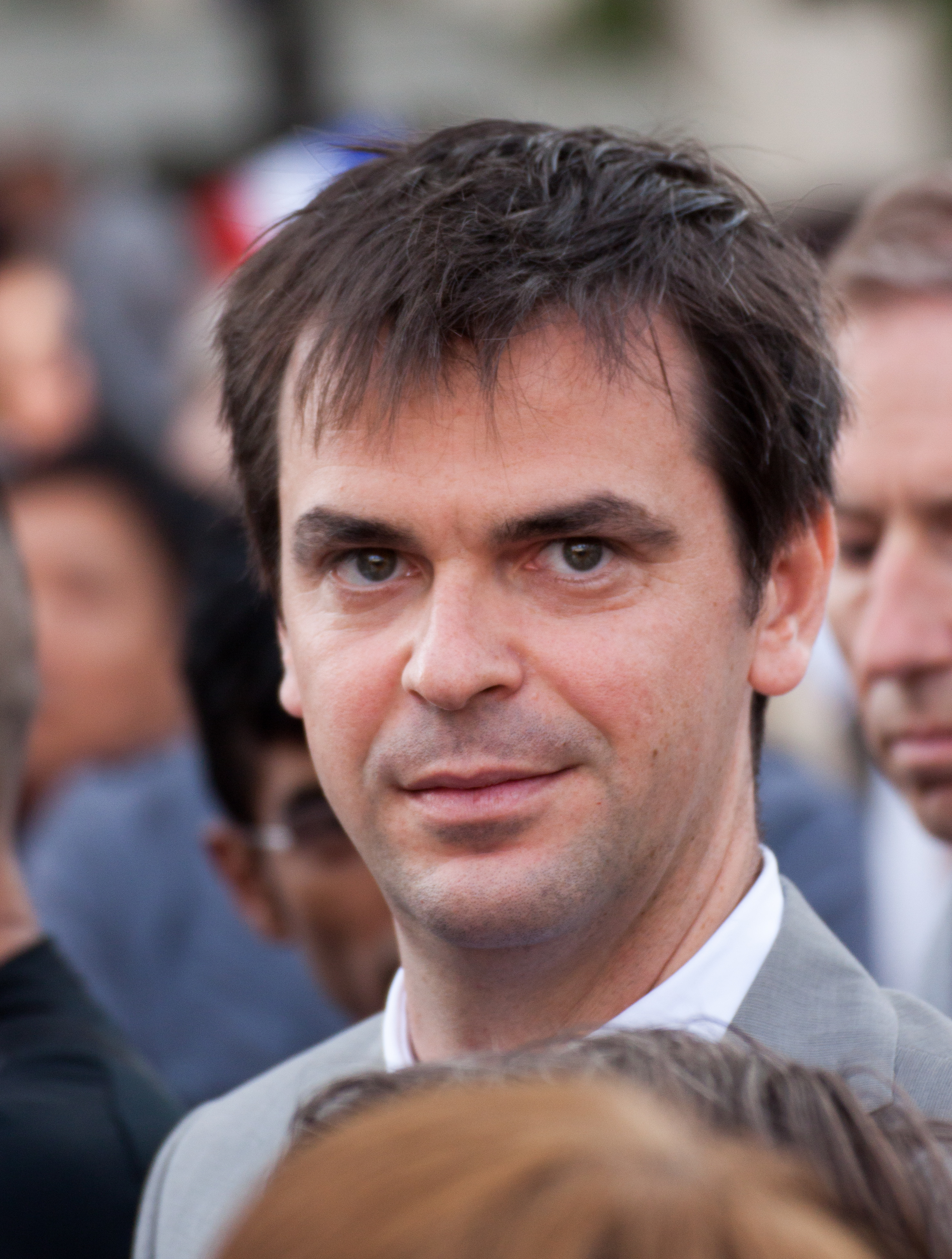
Olivier Véran (2012)

Olivier Véran (* 22. April 1980 in Saint-Martin-d’Hères, Département Isère) ist ein französischer Politiker (LREM, TdP, bis 2017 PS). Er war von Mai 2022 bis 2024 beigeordneter Minister im Büro der Premierministerin Élisabeth Borne für die Beziehungen zum Parlament und das demokratische Leben, nachdem er ab Februar 2020 das Amt des Sozial- und Gesundheitsministers von Frankreich ausgeübt hatte. Von 2012 bis 2015 und von 2017 bis 2020 war er Abgeordneter der Nationalversammlung.

## Leben
Véran studierte nach seinem Abitur Medizin und nebenbei Unternehmensführung sowie Gesundheitspolitik in Paris. Nach dem Abschluss des Studiums war er in Grenoble als Neurologe in einem Krankenhaus tätig und ab 2008 zudem erster Vizepräsident und Sprecher einer Ärztegewerkschaft. Bei den Parlamentswahlen 2012 trat er als Stellvertreter von Geneviève Fioraso an. Nachdem diese in die Regierung berufen worden war, rückte Véran im Juli 2012 für diese als Vertreter des 1. Wahlkreises des Département Isère in die Nationalversammlung nach.
In der Nationalversammlung initiierte Véran einen Gesetzentwurf, der Modeunternehmen in Frankreich untersagen sollte, untergewichtige Models zu beschäftigen. Models sollten nur dann tätig werden dürfen, wenn ein Arzt einen Body-Mass-Index (BMI) von 18 bestätigt hatte. Der Gesetzentwurf erhielt in der Nationalversammlung nicht die notwendige Mehrheit.
Im April 2015 schied er aus der Nationalversammlung aus, als Fioraso aus gesundheitlichen Gründen zurücktrat. Er engagierte sich bei den Regionalwahlen 2015 für den PS und zog nach der Wahl als Abgeordneter in das Parlament der neu geschaffenen Region Auvergne-Rhône-Alpes ein. Im Mai 2017 trat er vor der Parlamentswahl zur Bewegung En Marche des neugewählten Staatspräsident Emmanuel Macron über und wurde für diese wiederum für den 1. Wahlkreis des Département Isère in die Nationalversammlung gewählt.
Am 16. Februar 2020 wurde er zum Minister für Soziales und Gesundheit (ministre des Solidarités et de la Santé) im Kabinett Philippe II ernannt.
Am 3. Juli  2020 trat Philippe mitsamt seiner Regierung als Premierminister zurück und kam damit einer von Staatspräsident Macron Tage zuvor angekündigten Erneuerung der Regierung zuvor.
Am Tag darauf teilte die Staatsanwaltschaft mit, neun vorliegende Beschwerden gegen Mitglieder der Regierung Philippe seien für zulässig erklärt worden. Der Gerichtshof der Republik (CJR) führt das Verfahren. In den krisenhaften Monaten März, April und Juni 2020 waren fast 30.000 Menschen am Covid-19-Virus gestorben; viele Kliniken in Frankreich waren überlastet. Untersucht wird das Tun und Lassen von Philippe, der ehemaligen Gesundheitsministerin Agnès Buzyn und ihrem Nachfolger Olivier Véran während der COVID-19-Pandemie in Frankreich.
Véran behielt seinen Posten als Gesundheits- und Sozialminister aber auch im Kabinett Castex, das am 6. Juli 2020 vereidigt wurde. Ab Mai 2022 wurde er als beigeordneter Minister im Büro der Premierministerin Borne zuständig für die Beziehungen zum Parlament und das demokratische Leben.